# Complejo Deportivo Marden
El Complejo Deportivo Marden (en inglés: Marden Sports Complex) es un estadio multiusos utilizado principalmente para partidos de fútbol ubicado en Adelaida y que actualmente es la sede de los equipos Adelaide Blue Eagles FC y Adelaide United Women.

## Historia
El estadio fue inaugurado en el 2000 y su capacidad es de 6,000 espectadores. El estadio fue sede de cinco partidos de la Copa de las Naciones de la OFC 2004, incluyendo la victoria de Australia por 6–1 ante Fiyi donde Tim Cahill consiguió un hat trick. Dos años después fue sede de un partido de la Copa Asiática Femenina de la AFC de 2006, en el que Australia venció 5-0 a Tailandia.